# Dryobates
Dryobates é um género de aves da família dos pica-paus. As espécies deste grupo distribuem-se pela Eurásia e pelas Américas.

## Lista de espécies
O género Dryobates compreende actualmente 5 espécies:
- Pica-pau-galego-da-califórnia, Dryobates nuttallii
- Pica-pau-arlequim, Dryobates scalaris
- Pica-pau-felpudo Dryobates pubescens
- Pica-pau-de-colar-vermelho, Dryobates cathpharius
- Pica-pau-galego, Dryobates minor